# هنري فاندايك كارتر

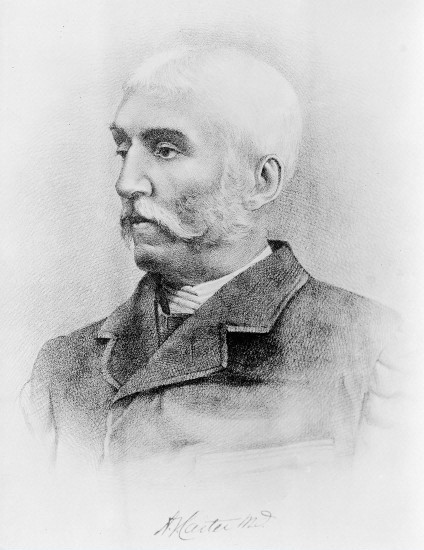
هنري فاندايك كارتر بريشته، حوالي سنة 1870

هنري فاندايك كارتر (بالإنجليزية: Henry Vandyke Carter)‏ ـ (22 مايو 1831 ـ 4 مايو 1897) هو جراح وعالم تشريح وفنان طبي إنجليزي، من أشهر أعماله اللوحات التشريحية التي زُود بها كتاب «تشريح غراي».
حصل كارتر على درجة البكالوريوس في الطب من جامعة لندن في ديسمبر 1854، وكان قد بدأ العمل مع هنري غراي وآخرين سنة 1852، ثم قام في عامي 1856 و1857 برسم اللوحات التوضيحية التي زود بها هنري غراي كتابه «التشريح الوصفي والجراحي»، الذي تطور لاحقًا ليصبح كتاب التشريح الشهير «تشريح غراي»، وكان في أثناء هذه الفترة قد نجح في الحصول على درجة الدكتوراه في الطب من جامعة لندن.
في سنة 1858 التحق كارتر بالخدمة في الخدمات الطبية الهندية التابعة للجيش البريطاني، فانتقل إلى بومباي، حيث صار أستاذًا للتشريح بكلية غرانت الطبية، وظل في بومباي حتى تقاعد سنة 1888، وعندها عاد إلى سكاربورو ليعيش بجوار أخته ليلي.
عُين كارتر عقب تقاعده «نائبًا شرفيًا للجراح العمومي» (بالإنجليزية: Honorary Deputy Surgeon-General)‏ وجراحًا شرفيًا لملكة بريطانيا، وتوفي في سكاربورو بمقاطعة يوركشاير الشمالية في 4 مايو 1897.